# Potentilla yonoweana
Potentilla yonoweana är en rosväxtart som beskrevs av Danet. Potentilla yonoweana ingår i Fingerörtssläktet som ingår i familjen rosväxter. Inga underarter finns listade i Catalogue of Life.